# Діагоналізовна матриця
У лінійній алгебрі, квадратна матриця A називається діагоналізовною (англ. diagonalizable) якщо вона подібна діагональній матриці, тобто, якщо існує P і її обернена такі, що P−1AP є діагональною матрицею. Якщо V є скінченновимірний векторний простір, тоді лінійне відображення T : V → V називається діагоналізовним якщо у V існує впорядкований базис, в якому T представлене діагональною матрицею. Діагоналізація — процес пошуку відповідної діагональної матриці для діагоналізовної матриці або лінійного відображення. Квадратна недіагоналізовна матриця називається дефектною.

## Характеристика
Засадничий факт про діагоналізовні відображення і матриці виражається так:
- n×n матриця A над полем F є діагоналізовною тоді і тільки тоді коли сума вимірностей її власних просторів дорівнює n, що виконується тоді і тільки тоді якщо існує базис Fn, який складається з власних векторів A. Якщо такий базис знайдено, можна утворити матрицю P стовпчики якої і будуть вектори з цього базису, і P−1AP буде діагональною матрицею. Діагональні елементи матриці є власними значеннями A.
- Лінійне відображення T : V → V є діагоналізовним тоді і тільки тоді коли сума вимірностей її власних просторів дорівнює dim(V), що виконується тоді і тільки тоді коли існує базис V. що складається з власних векторів T. Відповідно до такого базису, T буде представлене діагональною матрицею. Діагональними елементами цієї матриці будуть власні значення T.

Іншою характеристикою: Матриця або лінійне відображення є діагоналізовною над полем F тоді і тільки тоді коли її мінімальний многочлен є добутком різних лінійних множників над полем F. (Інакше кажучи, матриця діагоналізовна тоді і тільки тоді коли всі її елементарні дільники  лінійні.)
Наступні достатні (але не необхідні) умови часто корисні.
- n×n матриця A діагоналізовна над полем F якщо вона має n відмінних власних значень в F, тобто характеристичний многочлен має n різних коренів в F; однак, зворотній твердження може бути хибним.
- Лінійне зображення T : V → V з n = dim(V) діагоналізовне якщо воно має n різних власних значень, тобто якщо його характеристичний многочлен має n різних коренів у F.

## Діагоналізація
Якщо матрицю A можна діагоналізувати, тобто,
{\displaystyle P^{-1}AP={\begin{pmatrix}\lambda _{1}\\&\lambda _{2}\\&&\ddots \\&&&\lambda _{n}\end{pmatrix}},}
тоді:
{\displaystyle AP=P{\begin{pmatrix}\lambda _{1}\\&\lambda _{2}\\&&\ddots \\&&&\lambda _{n}\end{pmatrix}}.}
Записуючи P як блочну матрицю її векторів-стовпчиків
{\displaystyle P={\begin{pmatrix}{\vec {\alpha }}_{1}&{\vec {\alpha }}_{2}&\cdots &{\vec {\alpha }}_{n}\end{pmatrix}},}
рівняння подане вище можна записати як
{\displaystyle A{\vec {\alpha }}_{i}=\lambda _{i}{\vec {\alpha }}_{i}\qquad (i=1,2,\cdots ,n).}
Отже стовпчики P є правими власними векторами A, і відповідні діагональні елементи є відповідними власними значеннями. Оборотність P також припускає, що власні вектори лінійно незалежні і утворюють базис для Fn. Це необхідна і достатня умова для діагоналізовності. Вектори-рядки P−1 є лівими власними векторами A.
Коли матриця A — ермітова, з власних векторів A можна утворити ортонормований базис для Cn. За таких умов P буде унітарною і P−1 дорівнює ермітово-спряженій від P.

## Приклади

### Діагоналізовні матриці
- Інволюції діагоналізовні над полем дійсних чисел (і також над будь-яким полем характеристики не 2), з ±1 на діагоналі
- Ендоморфізми скінченного порядку над C (або будь-яким алгебраїчно замкнутим полем, де характеристика поля не є дільником порядку ендоморфізму) з коренями одиниці на діагоналі.
- Проєкції — діагоналізовні, з 0-ми і 1-ми на діагоналі.
- Дійсні симетричні матриці є діагоналізовними ортогональними матрицями.

### Недіагоналізовні матриці
Загалом, матриця повороту не є діагоналізовною над полем дійсних чисел, але всі матриці повороту діагоналізовні над полем комплексних чисел (їх власні значення це 1 і два спряжених комплексних числа). Навіть якщо матриця недіагоналізовна, завжди можна зробити якнайкраще і знайти матрицю з такими самими властивостями, яка містить власні значення на головній діагоналі і або 0-і, або 1-і на наддіагоналі — відома як Жорданова нормальна форма.
Деякі матриці недіагоналізовні ні над яким полем, особливо відомі ненульові нільпотентні матриці. Загальніше це відбувається коли не збігаються алгебраїчні і геометричні кратності власних значень. Наприклад, розглянемо
{\displaystyle C={\begin{bmatrix}0&1\\0&0\end{bmatrix}}.}
Ця матриця недіагоналізовна: не існує матриці U такої, що U−1CU буде діагональною. Насправді, C має одне власне значення (а саме нуль) і його алгебраїчна кратність 2, а геометрична - 1.
Деякі дійсні матриці недіагоналізовні над полем дійсних чисел. Наприклад,
{\displaystyle B={\begin{bmatrix}0&1\\-1&0\end{bmatrix}}.}
Матриця B не має дійсних власних значень, отже не існує дійсної матриці Q такої, що Q−1BQ буде діагональною. Але ми можемо діагоналізувати B якщо дозволимо комплексні числа. Дійсно, якщо ми візьмемо
{\displaystyle Q={\begin{bmatrix}1&{\textrm {i}}\\{\textrm {i}}&1\end{bmatrix}},}
тоді Q−1BQ діагональна.
Зауважте, що наведені приклади показують, що сума діагоналізовних матриць не обов'язково діагоналізовна.

### Як діагоналізувати матрицю
Розглянемо матрицю
{\displaystyle A={\begin{bmatrix}1&2&0\\0&3&0\\2&-4&2\end{bmatrix}}.}
Ця матриця має такі власні значення
{\displaystyle \lambda _{1}=3,\quad \lambda _{2}=2,\quad \lambda _{3}=1.}
A є 3×3 матрицею з 3 різними власними значеннями; отже, вона діагоналізовна. Зауважте, що якщо існує рівно n різних власних значень у n×n матриці тоді така матриця діагоналізовна.
Ці власні значення є значеннями які будуть присутні в діагоналізованій формі матриці A, отже знайшовши власні значення ми діагоналізували A. Ми можемо зупинитися на цьому, але можна перевірити за допомогою власних векторів для діагоналізації A.
Власні вектори A такі
{\displaystyle v_{1}={\begin{bmatrix}-1\\-1\\2\end{bmatrix}},\quad v_{2}={\begin{bmatrix}0\\0\\1\end{bmatrix}},\quad v_{3}={\begin{bmatrix}-1\\0\\2\end{bmatrix}}.}
Можна легко перевірити, що {\displaystyle Av_{k}=\lambda _{k}v_{k}.}
Тепер, нехай P буде матрицею з цими власними векторами як стовпчиками:
{\displaystyle P={\begin{bmatrix}-1&0&-1\\-1&0&0\\2&1&2\end{bmatrix}}.}
Неважливо в якому порядку власні векторі в P; зміна порядку власних векторів у P лиш змінює порядок власних значень у діагоналізованій формі A.
Тоді P діагоналізує A:
{\displaystyle P^{-1}AP={\begin{bmatrix}0&-1&0\\2&0&1\\-1&1&0\end{bmatrix}}{\begin{bmatrix}1&2&0\\0&3&0\\2&-4&2\end{bmatrix}}{\begin{bmatrix}-1&0&-1\\-1&0&0\\2&1&2\end{bmatrix}}={\begin{bmatrix}3&0&0\\0&2&0\\0&0&1\end{bmatrix}}.}
Знов зауважимо, що власні значення виринають у діагональній матриці.

## Застосування
Якщо матриця діагоналізовна, діагоналізацію можна використати для ефективного обчислення степені A. Припустимо ми з'ясували, що
{\displaystyle P^{-1}AP=D}
діагональна матриця. Тоді, оскільки добуток матриць є асоціативним,
{\displaystyle {\begin{aligned}A^{k}&=(PDP^{-1})^{k}=(PDP^{-1})\cdot (PDP^{-1})\cdots (PDP^{-1})\\&=PD(P^{-1}P)D(P^{-1}P)\cdots (P^{-1}P)DP^{-1}\\&=PD^{k}P^{-1}\end{aligned}}}
останній вираз легко піддається обчисленню, оскільки містить лише степені діагональної матриці.